# Георги Ингилизов (преводач)
 Тази статия е за юриста и преводач.  За писателя вижте Георги Ингилизов.  
Георги Попарсениев (Попарсов) Ингилизов (изписване до 1945 година: Георги попъ Арсовъ Ингилизовъ) е български юрист и преводач, османист.

## Биография
Роден е в 1893 година в източномакедонското градче Пехчево, Османската империя. Брат е на агронома Антим Ингилизов и революционера Иван Ингилизов. Завършва право в Цариградския университет. Участва в Първата световна война като запасен подпоручик в седма дивиз. интендантска рота. Работи като библиотекар в Македонския дом в София. В 1966 година става член на Комисията по издирване и издаване на турски извори за българската история при Института по история на Българската академия на науките. Сътрудник е на Централния държавен исторически архив. Превежда множество османски документи - фермани, заповеди, писма.
Умира в 1970 година в София.